# Vorsicht, Stufe!
Vorsicht, Stufe! ist das dritte Soloalbum des deutschen Rappers F.R. Es erschien am 13. Juni 2008 über das Label DEAG Music GmbH. Der Vertrieb des Albums wurde von Warner Music Group Germany GmbH übernommen.

## Hintergrund
Nachdem F.R. seine ersten beiden Alben Das Mundwerk im Jahr 2004 und Mittelweg 2006 über das Paderborner Independent-Label Rec.On veröffentlicht hatte, wechselte er zu DEAG. Als Grund nannte F.R. eine fehlende Perspektive bei seinem ehemaligen Label und die Möglichkeiten, die ihm DEAG als größter Konzertveranstalter Deutschlands im Bezug auf Konzert-Tourneen bietet. Vorsicht, Stufe! erschien am 13. Juni 2008. Zum Zeitpunkt der Veröffentlichung des Albums war F.R. 18 Jahre alt.
Vorsicht, Stufe! erschien in einer Standard-Version, die 18 Titel umfasst, sowie einer speziellen Edition der Internetseite Mzee.com. Auf dieser sind die vier zusätzlichen Stücke Gleichgewicht, Werwolf, Diplomingenieur und Vorsicht, Stufe! zu finden.

## Titelliste
1. Jag' das Gelände hoch – 3:53
2. Rap braucht Abitur – 2:38
3. Prison – 4:49
4. Melodie des Lebens – 3:50
5. Erwachsen werden – 3:44
6. Rap ist mein Fetisch – 3:21

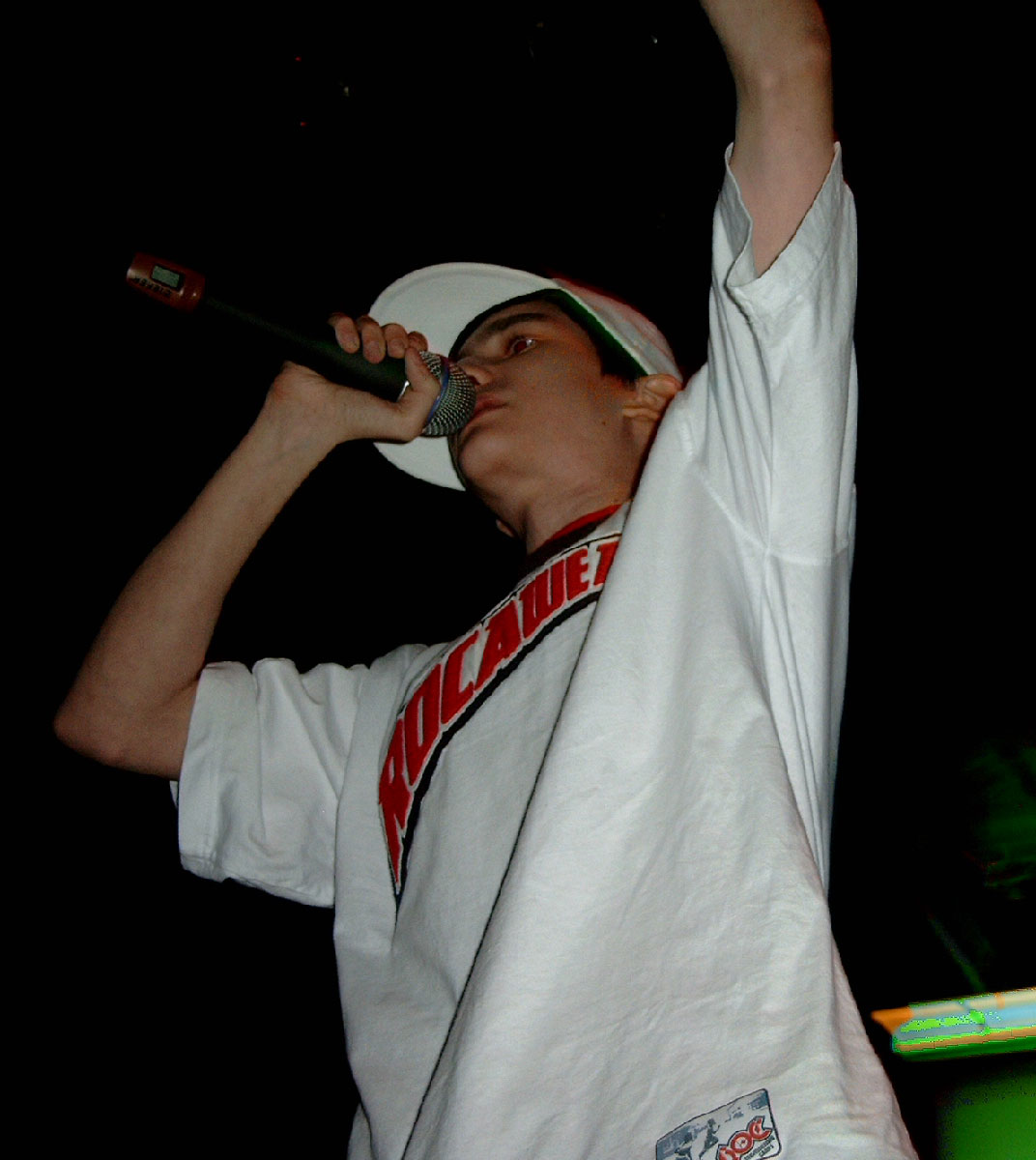
Rapper F.R. (2005)

7. Geister und Dämonen (feat. Olli Banjo) – 3:48
8. Kopf gegen Herz – 3:40
9. Seelenfrieden – 3:41
10. Gerne so wie ich – 2:31
11. Verlorene Seelen – 3:31
12. Phantom der Poser (feat. Ercandize und DJ CSP) – 4:05
13. Das F und das R – 2:34
14. Grenzenlos – 3:45
15. Nie gesehen – 2:47
16. Stillstand – 2:43
17. Flucht zu dir – 2:51
18. Alles was ich habe – 3:36

MZEE.com Edition
1. Gleichgewicht (feat. Leon Taylor) – 2:50
2. Werwolf (feat. Casper und Phreaky Flave) – 3:42
3. Diplomingenieur – 2:24
4. Vorsicht, Stufe! – 2:49

## Gesang
Wie in der Hip-Hop-Musik üblich, präsentiert F.R. seine Texte als Rap, einer Variante des Sprechgesangs. Für das Stück Alles was ich habe verwendete der Hip-Hop-Musiker darüber hinaus melodiösen Gesang zur Verstärkung der Hookline. Zwei Rapper haben Gastbeiträge auf Vorsicht, Stufe!. Diese sind Olli Banjo und Ercandize. Auf der Mzee.com-Edition treten des Weiteren Leon Taylor, welcher 2010 durch seine Teilnahme an der Show Unser Star für Oslo größere Bekanntheit erreichte, auf Gleichgewicht sowie Casper und Phreaky Flave auf Werwolf in Erscheinung.
Neben den Rap-Beitragen, kommen in anderen Titeln sogenannte Backing Vocalists, die die von F.R. vorgetragene Hauptstimme unterstützen, zum Einsatz. Lena M. lieferte diesen begleitenden Hintergrundgesang für die Lieder Melodie des Lebens und Stillstand. Zudem hat Lena M. eine Sprechrolle im Titel Rap ist mein Fetisch. Im Stück Grenzenlos kommt ebenfalls Background-Gesang zum Einsatz, der von Ebru eingesungen wurde. Zusätzlichen Gesang, der nicht zur Verstärkung der Stimme des Rappers dient, sondern neben dieser einen eigenen Text vorträgt, kommt zudem im Titel Nie gesehen zum Einsatz, der von Lemonia beigetragen wurde.

## Produktion
F.R. rappt seine Texte über Hip-Hop-Beats, die für dieses Genre typische musikalische Untermalung, die von verschiedenen Musiker für die Veröffentlichung produziert worden waren. Als Hauptproduzenten treten die Beatgees in Erscheinung, die die Titel Jag' das Gelände hoch, Rap braucht Abitur, Melodie des Lebens, Erwachsen werden, Rap ist mein Fetisch, Seelenfrieden, Gerne so wie ich, Verlorene Seelen, Phantom der Poser, Das F und das R, Grenzenlos, Nie gesehen und Stillstand produziert und abgemischt sowie das Stück Kopf gegen Herz co-produziert und Flucht zu dir abgemischt haben. Der Kontakt zu den Beatgees war zuvor zustande gekommen, als die Hip-Hop-Produzenten im Rahmen der Entstehung ihres ersten Mixtapes, F.R. für einen Rap-Beitrag angefragt und ihm Beats zugeschickt hatten. Da dem Rapper die Arbeit der Beatgees gefallen hatte, schlug er eine weitere Zusammenarbeit für sein Album vor.
Als weiterer Produzent tritt Zwieback in Erscheinung, der die musikalische Untermalung der Titel Prison und Geister und Dämonen beigesteuert hat. F.R. und Zwieback hatten sich über die Reimliga Battle Arena, einer Internetplattform für Hip-Hop-Battles, kennengelernt. Des Weiteren produzierte Chrizmatic die Lieder Kopf gegen Herz und Flucht zu dir und Brisk Fingaz steuerte den Beat zu Alles was ich habe bei.
Ein Großteil der Cuts wurden von DJ CSP beigesteuert. Die betroffenen Titel sind Jag' das Gelände hoch, Rap braucht Abitur, Erwachsen werden, Gerne so wie ich, Verlorene Seelen, Phantom der Poser, Das F und das R, Grenzenlos und Nie gesehen. Cut Concept hat zudem den Titel Melodie des Lebens bearbeitet. Das abschließende Mastering des Albums wurde von Sascha „Busy“ Bühren übernommen.

## Illustration
Die Fotos für das Booklet der Veröffentlichung wurden von Paul Ripke geschossen. Das Design übernahm „mm dangerous“ in Berlin.

## Vermarktung
Am 23. Mai 2008 veröffentlichte F.R. mit Rap braucht Abitur seine erste Single. Auf dieser ist der Titel Rap braucht Abitur in der Album-, Instrumental- und A-cappella-Version zu finden. Darüber hinaus sind die Stücke Wenn mein Album kommt, Nenne mir einen und F zum ABC auf dem von der Warner Music Group Germany GmbH vertriebenen Tonträger vertreten. Rap braucht Abitur erreichte in den TRL Most Wanted-Charts der Sendung Urban TRL acht Mal Platz 1.
Vier Stücke wurden als Videos umgesetzt. Neben der Single Rap braucht Abitur, entstand unter der Regie von Mikis Fontagnier ein Videoclip zu Stillstand, welcher von Famefabrik produziert wurde, sowie Umsetzungen der Stücke Gleichgewicht und Flucht zu dir.
Im Rahmen der Veröffentlichung des Albums wurde ein Snippet zum Herunterladen bereitgestellt. Auf diesem werden die Titel der Veröffentlichung kurz angespielt.
Ab dem 9. Oktober 2008 absolvierte F.R. zusammen mit den Rappern Favorite und Olli Banjo eine gemeinsame Tournee unter dem Titel „Live is Life“-Tour 2008. Nach 16 Terminen endete die Tour am 25. Oktober mit einem Auftritt in Münster. Zuvor war F.R. bei verschiedenen Musik-Festivals aufgetreten. Am 5. Juli nahm er an Rheinkultur und am 19. Juli an MTV HipHop Open teil.

## Kritik
In den Medien fiel die Rezeption des Albums positiv aus. Beispielhaft dafür kann die Rezension des Internetportals E-Zine/Laut.de genannt werden, die dem Album Vorsicht, Stufe! vier von möglichen fünf Bewertungspunkten gab. Redakteur Philipp Gässlein lobte das Album in seiner Rezension als „vielseitig, intelligent, abwechslungsreich, kurzweilig und technisch äußerst versiert vorgetragen“. Insbesondere die Texte werden positiv hervorgehoben und der Vergleich zum Rapper Curse gezogen. Die aus Gässleins Sicht negativen Aspekte des Tonträgers sind die von F.R. gesungenen Hooklines, die Produktionen der Beatgees und die Stimme des Rappers, die „noch immer so [klingt], als wäre er im Stimmbruch“.
Die Redaktion der Internetseite Rap.de lobt den Titel Nie gesehen als „absolutes Highlight“ und  hebt die „unglaubliche Wortgewandtheit“, die F.R. im Stück Das F und das R präsentiert. Die wenigen Gastbeiträge auf Vorsicht, Stufe! werden aber im Vergleich zu den Sololiedern als weniger interessant angesehen. Des Weiteren urteilt Rap.de Rap braucht Abitur zwar als „raptechnisch auf hohem Niveau“, dabei ist der vorgetragene Inhalt jedoch „Geschmacksache“. Abschließend geht die Kritik auf die Beats ein, die besonders passend zum Vortrag des Rappers seien. Dabei werden im Gegensatz zu Laut.de auch die Produktionen der Beatgees gelobt.
In einer weiteren Bewertung durch das deutsche Hip-Hop-Magazin Juice erhielt der Tonträger 4,5 von sechs möglichen „Kronen“. Insbesondere die Rap-Technik von F.R. wird lobend hervorgehoben. Dieser wechsle spielerisch zwischen „Half-, Normal, Double- und Tripletime“ und passe die Geschwindigkeit des Vortrags der Aussage und dem Inhalt des Liedes an. Den gemeinsamen Titel mit Olli Banjo Geister und Dämonen hebt Juice als „absolutes Highlight“ hervor. Die Stücke auf Vorsicht, Stufe! zeichnen sich durch „musikalisch und melodiös“ geratene Beats aus, die dem jeweiligen „Intensitätsgrad“ des Stücks angepasst sind. Dennoch wird die geringe Abwechslung in den Produktionen angemerkt. Zuletzt erklärt der Redakteur, dass F.R. keine markante Stimme wie Kool Savas, Samy Deluxe, Azad oder Curse habe. Dennoch könne er es durch „Technik, Inhalt, Style und Anspruch an die Spitze schaffen.“